# Hemoglobinúria
Hemoglobinúria é um sintoma caracterizado pela presença de hemoglobina na urina em concentrações anormalmente altas. A hemoglobina é uma proteína responsável pelo transporte de oxigênio pelo sangue. Está muitas vezes associada à anemia hemolítica, doença na qual os glóbulos vermelhos são destruídos e liberam sua hemoglobina no plasma. O excesso de hemoglobina é filtrado pelos rins, que a eliminam pela urina dando a esta uma cor vermelha ou vinho.

## Fisiologia
A hemoglobina é uma proteína que se encontra no interior dos glóbulos vermelhos responsável pelo transporte de oxigénio dos alvéolos pulmonares para os tecidos. 

Por ter um peso molecular elevado (cerca de 64.000 Da), a sua passagem através da membrana dos glomérulos renais é normalmente impossível. No entanto, quando a hemoglobina se encontra livre no plasma (hemoglobinemia) em grandes quantidades, por exemplo, após hemólise maciça, a ductilidade da molécula devido a alterações na sua estrutura quaternária permite-lhe ultrapassar a barreira glomerular e atingir a urina, apesar do seu grande tamanho molecular.
Em casos de hemólise intravascular grave (destruição dos glóbulos vermelhos), são libertadas grandes quantidades de hemoglobina livre para a corrente sanguínea. Uma vez no plasma sanguíneo, a hemoglobina liga-se a uma proteína chamada haptoglobina. Quando se liga à haptohemoglobina, forma um complexo proteico denominado haptoglobina-hemoglobina. Este complexo, demasiado grande para ser filtrado pelos glomérulos, é reabsorvido pelas células reticuloendoteliais do fígado, baço e medula óssea e degradado. Quando a haptoglobina plasmática está completamente saturada, a hemoglobina plasmática (tetramérica, constituída por quatro cadeias) permanece livre e acaba por se dissociar em dímero (constituído por duas cadeias) e, por isso, pode ser filtrada mais facilmente nos glomérulos renais.
A molécula de hemoglobina é decomposta pelas células epiteliais renais em porfirina, globina e ferro. A porfirina regressa à corrente sanguínea como bilirrubina ou hematina. Parte do ferro passa a fazer parte da ferritina e regressa aos stocks de ferro do organismo. Parte do ferro permanece nas células epiteliais renais como parte do pigmento estável hemossiderina. Quando as células epiteliais ficam sobrecarregadas, são descarregadas no túbulo renal e eliminadas na urina (a identificação destas células no sedimento urinário é a base de alguns testes para a hemoglobinemia crónica).

## Causas
Possíveis causas incluem:
- Glomerulonefrite aguda
- Queimaduras
- Tumor renal
- Malária
- Hemoglobinúria paroxística noturna
- Hemoglobinopatia C ou SC
- Síndrome hemolítico-urémica
- Pielonefrite
- Anemia falciforme
- Reação transfusional
- Púrpura trombocitopénica trombótica (TTP)
- Tuberculose do trato urinário
- Talassemia
- Hemoglobinúria de esforço
- Compressão prolongada (esmagamento)
- Saturnismo (Envenenamento por chumbo)

### Hemoglobinuria malarial
A hemoglobinuria malarial ou febre de água negra é uma complicação grave de uma malária causada pelo Plasmodium falciparum em pacientes que interrompem o tratamento. Associado a febre alta, calafrios, anemia e urina negra e a mortalidade mesmo com tratamento é de cerca de 50%.

## Complicações
A hemoglobinúria pode levar à necrose tubular aguda, a qual é uma causa comum de morte em paciente politraumatizados tratados em UCI's.

## Diagnóstico
Em um exame de urina visto ao microscópio a ausência de glóbulos vermelhos descarta o diagnóstico diferencial de hematúria e síndrome nefrítica.
- Este artigo foi inicialmente traduzido, total ou parcialmente, do artigo da Wikipédia em inglês cujo título é «Hemoglobinuria», especificamente desta versão.